# Токарёвка (Северо-Казахстанская область)
Токарёвка (каз. Токаревка) — село в Мамлютском районе Северо-Казахстанской области Казахстана. Входит в состав Новомихайловского сельского округа. Код КАТО — 595247500.

## География
Расположена в 80 километрах от города Петропавловск. Около деревни расположено озеро Чистое.

## Население
В 1999 году население села составляло 191 человек (102 мужчины и 89 женщин). По данным переписи 2009 года, в селе проживало 125 человек (64 мужчины и 61 женщина).

## История
Деревня основана приезжими из разных уголков Российской империи в 1871 году, как казачья деревня, приписанная к станице Становой. При отмене крепостного права 1861 году, безземельные крестьяне, согласно Столыпинской реформы, направлялись на освоение неосвоенных земель Российской империи, направлялись на территорию Казахстана, в том числе и в Северо-Казахстанскую область. Также на территории Северо-Казахстанской области находилось укрепление т. н. «Горькой линии». В 2005 году в селе поставили памятник людям погибшим на войне. Первыми жителями села были: Кундеренко, Сафоновы, Винокуровы и Дёмины.